# Crisolaminarina
A crisolaminarina, também chamada leucosina, é um polissacarídeo formado por unidades de glicose encontrado nas algas heterocontófitas.  Acredita-se que a crisolaminarina seja um dos biopolímeros mais comuns na Terra.
Trata-se de um polissacarídeo de armazenamento energético típico das heterocontófitas fotossintéticas. É encontrado no fitoplâncton. As diatomáceas, por exemplo, utilizam-no como carboidrato alimentício de reserva (analogamente ao uso da laminarina que fazem as algas pardas). A crisolaminarina é armazenada dentro das células desses organismos, dissolvida em água e encapsulada em vacúolos cujo índice de refração  aumenta com a quantidade de crisolaminarina. Ademais, as algas heterocontófitas utilizam óleos como compostos de armazeneamento energético (e também para controlar a flutuabilidade), de modo que não dependem apenas da crisolaminarina.